# Thirty Flights of Loving
Thirty Flights of Loving  é um jogo eletrônico de aventura desenvolvido pela Blendo Games e publicado pela Idle Thumbs. Foi lançado em agosto de 2012 para Microsoft Windows; e em novembro de 2012 para macOS. O jogo emprega uma versão modificada do motor gráfico id Tech 2, usado no jogo eletrônico Quake II. A história segue três pessoas enquanto se preparam para um roubo de álcool.
O jogo é uma sequência não direta de Gravity Bone, de 2008; e apresenta o mesmo personagem principal, um espião sem nome. Ele foi desenvolvido como parte da campanha de arrecadação de fundos no Kickstarter para reativar o podcast da Idle Thumbs; e incluía uma cópia gratuita do seu antecessor. Thirty Flights of Loving recebeu análises favoráveis da crítica, marcando 88 de 100 no site de análises agregadasMetacritic. Uma sequência, Quadrilateral Cowboy, foi lançada em 25 de julho de 2016.

## Jogabilidade

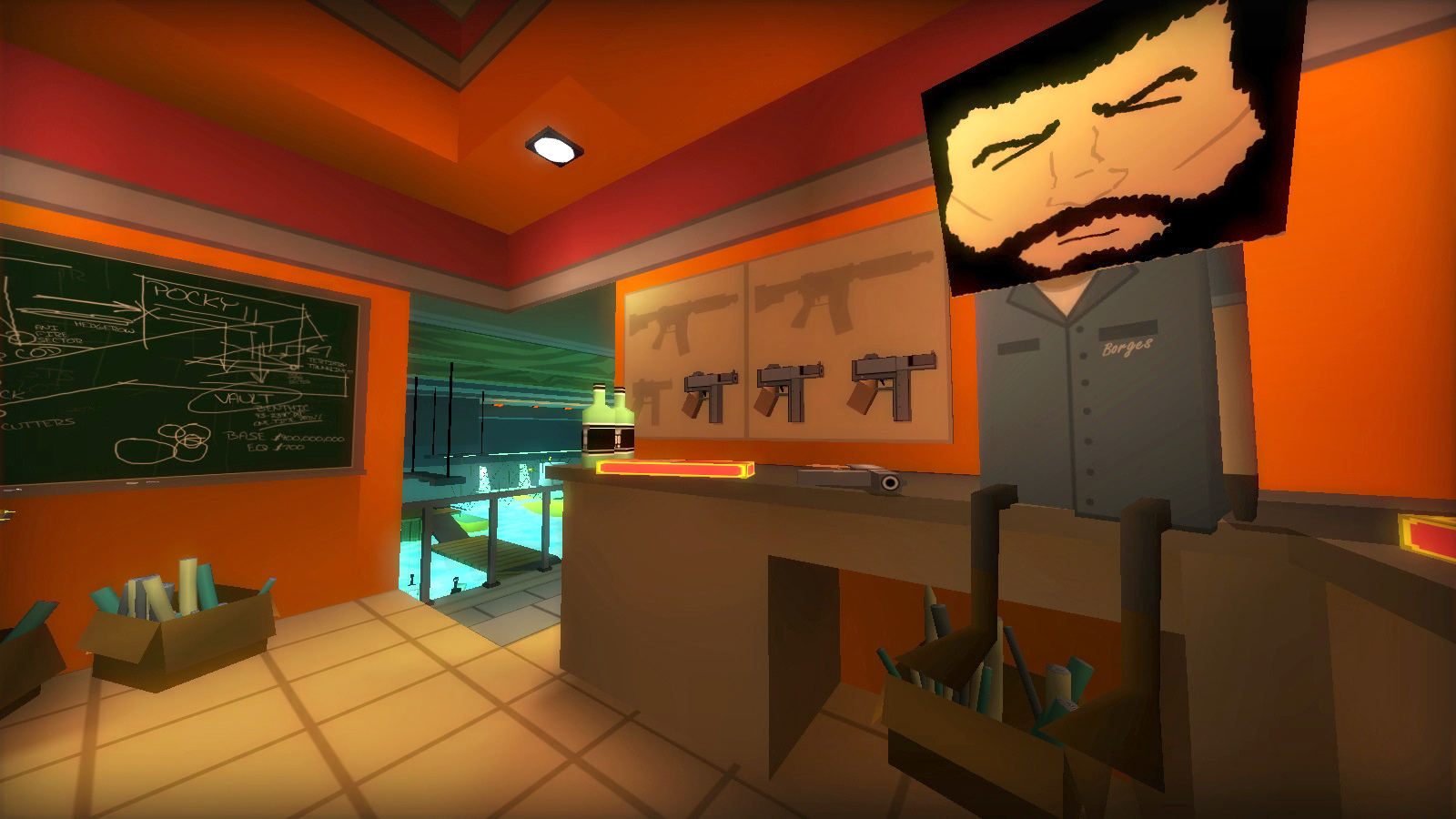
Thirty Flights of Loving usa o mesmo estilo artístico de Gravity Bone. Na imagem, o jogador e Borges estão em seu esconderijo, planejando o assalto.

Thirty Flights of Loving é um jogo eletrônico de aventura em primeira pessoa, que normalmente leva cerca de quinze minutos, em média, para completar. Usando as teclas WASD e o mouse, o jogador controla o personagem principal, um espião sem nome que participa de uma operação de contrabando de álcool. O jogador trabalha ao lado de personagens não jogáveis: Anita, uma perita em demolições; e Borges, um falsificador. O jogo segue o grupo enquanto se preparam para um assalto e experimentam suas consequências. O roubo não aparece no jogo, embora seja revelado que deu errado.
Ao contrário de Gravity Bone, Thirty Flights of Loving emprega uma narração não-linear, forçando o jogador a seguir junto à narrativa. Durante o jogo, os objetivos e a orientação são fornecidos através das interações do jogador com objetos. O jogador tem pouco controle sobre a mecânica do jogo; e só é capaz de se mover livremente e pegar objetos necessários para o progresso. Diversas ações opcionais, como consumir bebidas alcoólicas, estão disponíveis em várias etapas do jogo.

## Enredo
Thirty Flights of Loving inicia-se com o protagonista andando por um pequeno corredor, onde há elementos da jogabilidade, como movimento; e aonde as teclas estão e cada movimento são explicados. Depois de andar por um bar e vários corredores a mais, Anita e Borges são introduzidos. Todos os três personagens, em seguida, saem em um avião. Logo após, o jogo salta para uma cena com Anita e Borges deitados baleados em uma sala cheia de caixotes. O jogador levanta Borges e Anita; e os leva à fim do que parece ser um aeroporto. O jogador é então levado para um quarto escuro com Anita sentada em uma cadeira, descascando e comendo laranjas. Depois de caminhar por outro corredor, Anita, Borges e o jogador se juntam a um casamento.
Anita e o jogador ficam bêbados numa mesa, enquanto o resto dos personagens começam a dançar e voar através da sala. Em seguida, o jogador é levado novamente para a sala onde Anita estava descascando laranjas; e depois voltam para o quarto onde tanto ela como Borges estavam deitados por levar tiros. O jogador então deixa o aeroporto carregando Borges em um carrinho de bagagem. Eles chegam a um pequeno lugar onde uma sequência de tiroteios ocorre, seguido por um passeio de motocicleta, que termina com um acidente que leva o jogador a um museu. Nesta área, existem várias placas mostrando o nome do jogo e os créditos. O jogador deixa a área e entra em uma nova, onde o princípio de Bernoulli é explicado. Em seguida, o jogador é novamente movido para a cena da motocicleta, onde o jogo termina.

## Desenvolvimento

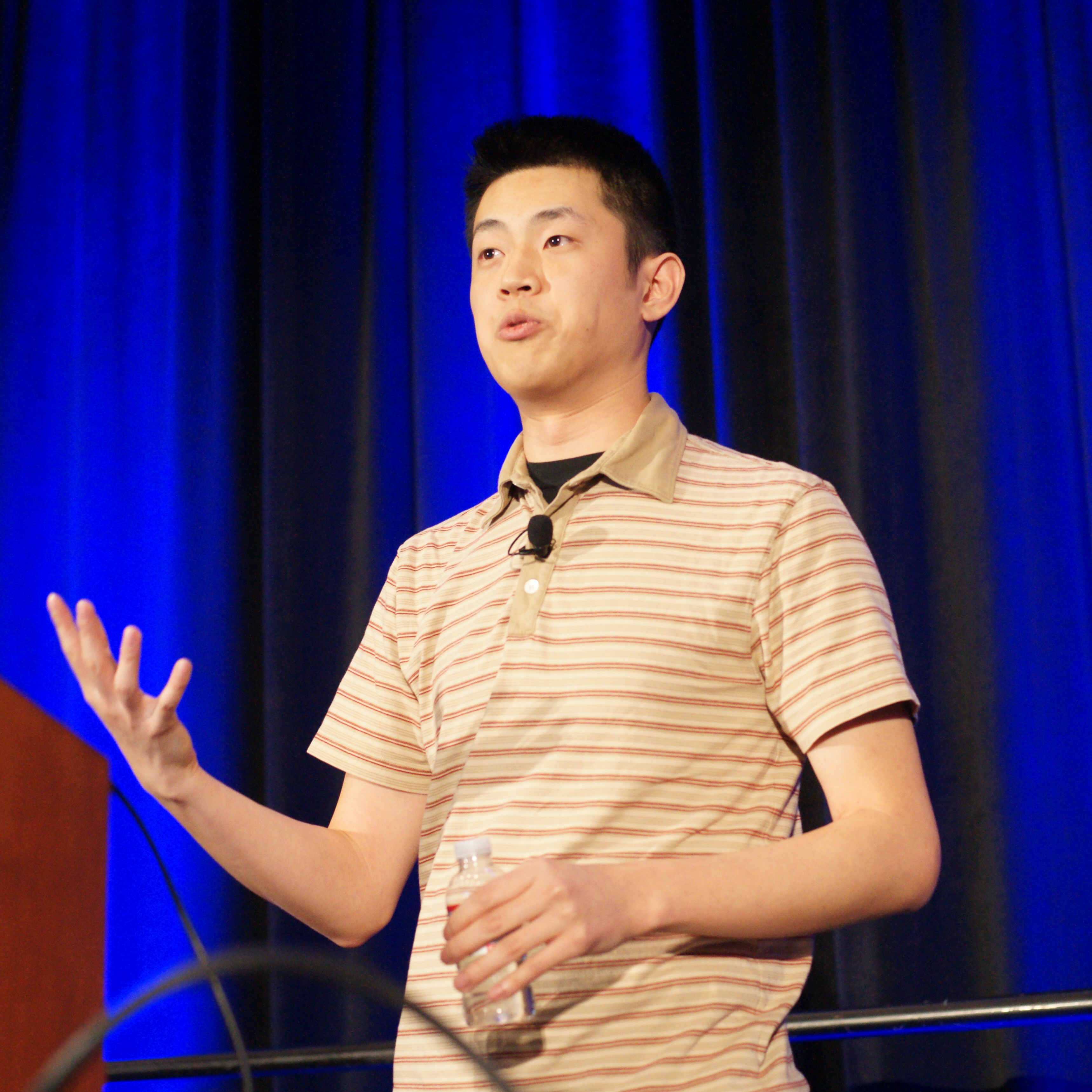
Brendon Chung, desenvolvedor de Thirty Flights of Loving.

Thirty Flights of Loving foi desenvolvido por Brendon Chung. Chung trabalhou como projetista de níveis para a Pandemic Studios e contribuiu para o desenvolvimento dos jogos eletrônicos Full Spectrum Warrior e The Lord of the Rings: Conquest. Thirty Flights of Loving foi criado usando uma versão modificada do KMQuake II, um porte do ID Tech 2, o motor gráfico usado em Quake II. Thirty Flights of Loving incorpora um complemento de jogabilidade chamado Lázaro, desenvolvido por David Hyde e Mad Dog. Chung reconheceu que apesar de ter trabalhado com motores mais recentes e poderosos, ele preferiu um motor mais antigo, porque o motor foi lançado como open-source. O código-fonte de Thirty Flights of Loving em si foi lançado usando a versão 2 da GNU General Public License, tornando-o um software livre.
O jogo foi projetado pela primeira vez como um protótipo de Gravity Bone; e foi descartado porque tinha muito diálogo entre personagens. No entanto, Chung reviveu a ideia depois de ser contratado pela Idle Thumbs para desenvolver um jogo à sua campanha de arrecadação de fundos no Kickstarter. A fase de desenvolvimento principal, na qual ocorreu a criação de conteúdo, foi concluída no prazo de três meses. Vários meses mais foram gastos na modelagem de níveis e correção de erros do jogo. Chung trouxe vários elementos existentes de Gravity Bone no desenvolvimento de Thirty Flights of Loving; e usou um conjunto diversificado de ferramentas para criar outros elementos do jogo. O Blender foi escolhido para a criação dos modelos dos personagens, enquanto o Audacity e Adobe Photoshop foram usados para o trabalho de áudio e textura. Outra ferramenta, o Gtkradiant, foi usada para criar os níveis do jogo. Chung desenvolveu Thirty Flights of Loving como uma forma de apresentar a natureza criminosa do grupo. Ele evitava intencionalmente o uso de vozes. Os personagens Anita e Borges deveriam ser introduzidos usando o diálogo, mas isto foi removido. Entretanto, as montagens foram adicionadas mais tarde, após a equipe da Indle Thumbs entender que a relação dos personagens eram "não claras". Chung incluiu um sistema para automatizar a geração de personagens não-jogáveis para substituir o processo de escrever manualmente cada personagem do jogo.
Um simulador de comida havia sido planejado para Thirty Flights of Loving. A cena do simulador de comida incluía os personagens principais. No entanto, a cena foi deletada e substituída pelo passeio de motocicleta na versão final. A cena do tiroteio retratada no jogo era para supostamente ter um "ritmo musical", inspirado no filme Koyaanisqatsi and Baraka. O último nível do jogo é inspirado no museu nacional francês de história natural. Chung explicou que, sempre ao desenvolver os níveis, ele primeiro passa tempo pesquisando e "aprendendo como as coisas funcionam". Ele disse que pesquisar é importante e dá especificidade a um jogo. Thirty Flights of Loving é o sétimo jogo desenvolvido por Chung. Os dois primeiros jogos foram codificados em 1999, enquanto os três seguintes foram escritos entre 2000 e 2004. O sexto jogo da série, Gravity Bone, tornou-se o primeiro a ser publicado. No podcast Tone Control, ele falou sobre como cada jogo que ele produziu, incluindo Thirty Flights of Loving, tem o universo compartilhado.
Thirty Flights of Loving inclui referências e easter eggs, assim como em Gravity Bone. Filmes como Three Days of the Condor e The Conversation; os diretores de cinema Steven Soderbergh e Quentin Tarantino; jogos como Zork e Saints Row: The Third; e desenhos animados como Animaniacs e TaleSpin, aparecem como referências no jogo. Ao contrário da maioria dos jogos anteriores de Chung, Thirty Flights of Loving não tem o ambiente em torno de uma certa composição musical. Thirty Flights of Loving tem músicas compostas por Chris Remo, membro do Idle Thumbs, enquanto os efeitos sonoros foram fornecidos por Jared Emerson-Johnson e A.J. LoCascio.

## Lançamento
Thirty Flights of Loving foi anunciado em fevereiro de 2012 como parte da campanha de arredação de fundos no Kickstarter para o podcast da Idle Thumbs. A equipe da Idle Thumbs conversou com Chung sobre uma possível sequência de Gravity Bone, que também foi oferecida como uma das recompensas da campanha no Kickstarter. Aqueles que doaram à campanha receberam Thirty Flights of Loving antes de seu lançamento oficial em agosto de 2012. Eles também obtiveram acesso a um modo exclusivo que não fazia parte da versão oficial. O jogo, ao lado de uma cópia de Gravity Bone, ficou disponível aos doadores em julho de 2012; e ao público geral um mês mais tarde através da Steam. Uma versão para Mac OS X foi lançada em novembro de 2012.

## Recepção
Thirty Flights of Loving recebeu críticas positivas ao ser lançado. No agregador de resenhas Metacritic, o jogo recebeu uma pontuação de 88 de 100, com base em dez críticas. Patrick Hancock, da Destructoid, deu nota de 9,5 de 10 ao jogo, afirmando que "você nunca vai olhar para uma narrativa linear da mesma forma".
Carolyn Petit, da GameSpot, disse que "o prazer de Thirty Flights of Loving emerge das coisas deixadas no ar", permitindo que o jogador imagine os eventos, como o próprio assalto, que não é apresentado. Graham Smith, da PC Gamer, exaltou a narrativa minimalista, afirmando que Thirty Flights of Loving "conta uma história melhor em 13 minutos do que a maioria dos jogos fazem em 13 horas". Mark Brown, da Wired do Reino Unido, classificou o jogo como um "drama de assalto em cubos".
Nathan Meunier, da IGN, disse que o jogo "começa fascinante nos primeiros minutos e depois joga todas as suas expectativas fora". A revista de jogos eletrônicos Edge disse que Thirty Flights of Loving é "um thriller psicológico intrigante". A revista acrescentou que o jogo tem uma história maravilhosamente grande para construir. A revista grega PC Master elogiou a narrativa do jogo. Thirty Flights of Loving foi finalista do prêmio de melhor narrativa no Independent Games Festival de 2013. No entanto, Richard Hofmeier's Cart Life, de 2011, tornou-se o vencedor.

## Sequência
Uma sequência de Thirty Flights of Loving, Quadrilateral Cowboy, foi desenvolvida por Chung. O jogo tem o mesmo universo de Gravity Bone e Thirty Flights of Loving, mas não é uma sequência direta. O jogo segue um hacker que supervisiona agentes que se infiltram em edifícios e roubam documentos. Ao contrário de seus antecessores, Quadrilateral Cowboy usa o motor gráfico ID Tech 4 da ID software que foi originalmente usado em Doom 3. De acordo com Chung, o novo motor é muito mais "moderno" do que o motor anterior usado nos primeiros dois jogos.